# STS-28
STS-28 (englisch Space Transportation System) ist eine Missionsbezeichnung für das US-amerikanische Space Shuttle Columbia (OV-102) der NASA. Der Start der 30. Space-Shuttle-Mission erfolgte am 8. August 1989. Es war der achte Flug der Raumfähre Columbia.

## Mannschaft
- Brewster Shaw (3. Raumflug), Kommandant
- Richard Richards (1. Raumflug), Pilot
- James Adamson (1. Raumflug), Missionsspezialist
- David Leestma (2. Raumflug), Missionsspezialist
- Mark Brown (1. Raumflug), Missionsspezialist

## Missionsüberblick
Der Start der Mission erfolgte planmäßig am 8. August 1989. Damit begann die Raumfähre Columbia ihren ersten Flug seit der Challenger-Katastrophe im Januar 1986. STS-28 war die vierte Mission im Auftrag des US-Verteidigungsministeriums und ihr Zweck unterlag deshalb der Geheimhaltung.
Während des Fluges wurden zwei militärische Satelliten ausgesetzt. Einer könnte ein Kommunikationssatellit im Rahmen des Satellite Data System (SDS) gewesen sein.
Die Landung erfolgte am 13. August 1989 auf der Edwards Air Force Base in Kalifornien. Während des Wiedereintritts in die Atmosphäre wurden unerwartet hohe Temperaturen am Hitzeschild gemessen. Grund dafür waren vermutlich hervorstehende Füllstreifen.
Der Orbiter wurde acht Tage später vom Shuttle Carrier Aircraft zum Startplatz nach Florida zurücktransportiert.